# Guerra civil española en Castilla y León

Provincias de la actual comunidad autónoma de Castilla y León.

El desarrollo de la guerra civil española en la actual autonomía de Castilla y León ha sido poco estudiado. Si bien es cierto que en esta comunidad no hubo guerra propiamente dicha, ya que la mayor parte del territorio, con el apoyo de una parte de la población, quedó bajo el control de los sublevados en unos pocos días a partir del golpe militar del 18 de julio de 1936 también ha existido desidia de historiadores y especialistas de la propia región que, salvo contadas excepciones, no han considerado relevante ni necesario su estudio. En la bibliografía existente se habla sobre todo de la guerra de columnas en la Sierra de Guadarrama y de la formación del Frente Norte. Castilla y León constituyó el germen y la sede del nuevo Estado español con la Junta de Defensa Nacional en Burgos, el Gobierno General en Valladolid y el Cuartel General del Generalísimo en Salamanca.
La guerra que tuvo lugar en Castilla y León entre 1936 y 1939 debe inscribirse en el contexto de la guerra civil española (17-18 de julio de 1936 - 1 de abril de 1939) y que tuvo como origen un alzamiento militar contra el gobierno de la República Española que tenía como objetivo establecer una junta militar y suprimir el sistema parlamentario. Durante el verano de 1936 España quedó dividida en dos zonas. En la zona gubernamental, el Estado se desmoronó a causa del golpe sufrido y de la revolución social que se desencadenó. En la zona dominada por los rebeldes se impuso el estado de guerra bajo el férreo control de los jefes militares, y dio comienzo una fuerte represión. A partir de noviembre de 1936, cuando los rebeldes fueron incapaces de tomar Madrid, el golpe de Estado se convirtió en una guerra civil abierta entre el gobierno legítimo de la República Española y quienes querían derrocarlo para conformar un gobierno para un nuevo Estado (autodenominado «Estado español»), que acabó con la victoria de este último y supuso la instauración de una dictadura, con el general Francisco Franco como Jefe del Estado hasta su muerte en 1975.
En 1936, el territorio de la actual comunidad autónoma de Castilla y León se dividía en dos regiones: León y Castilla la Vieja. Las regiones no tenían entidad administrativa.
En el territorio actualmente denominado Castilla y León los sublevados no tuvieron ningún problema para hacerse rápidamente con el control de todas las provincias. Aunque bien es cierto que el alzamiento contó con el apoyo de grandes sectores de la población, lo más característico de la Guerra Civil en Castilla y León es la represión desencadenada por las nuevas autoridades, incluso en los lugares donde no hubo ninguna resistencia (que fueron la mayor parte del territorio), represión que se cebó especialmente con los miembros de las organizaciones integrantes del Frente Popular, los alcaldes y concejales de esas organizaciones, los dirigentes de las organizaciones sindicales (en especial las sociedades de obreros del campo), los maestros y los masones.

## El comienzo de la sublevación
En los primeros momentos de la sublevación, tan solo se dio una oposición armada, a cargo de columnas obreras improvisadas, en las comarcas mineras de León y de Palencia. En el sur de las provincias de Ávila y de Segovia también persistieron los choques armados hasta octubre de 1936. Los únicos hechos de armas de cierta importancia se dieron en los pasos de la sierra desde la meseta norte hacia Madrid (Somosierra, Navacerrada y Guadarrama). El frente de la sierra perdió importancia cuando los nacionalistas conquistaron Talavera de la Reina y Toledo (septiembre de 1936). Después del fracaso de los intentos nacionalistas de conquistar Madrid en las batallas de Madrid (noviembre de 1936), del Jarama (febrero de 1937) y de Guadalajara (marzo de 1937), ese frente permaneció olvidado hasta la ofensiva republicana sobre Segovia (mayo de 1937) y la batalla de Brunete (julio de 1937).
Al norte de las provincias de León, Palencia y Burgos se formó un frente con la zona republicana del Cantábrico que perduró hasta el otoño de 1937, cuando los nacionalistas conquistaron Vizcaya, Santander y Asturias. La conquista de la bolsa cantábrica se dio desde el Este (desde Navarra hacia Vizcaya y Santander) y desde el Oeste (desde Galicia hacia Asturias), actuando las fuerzas situadas en Castilla y León como elemento de contención al sur de las montañas.
En el plano político, una vez la sublevación se convirtió en guerra civil, comenzó a formarse un nuevo Estado español que tuvo como base territorial básicamente Castilla y León: la Junta de Defensa Nacional (Burgos), el Gobierno General (Valladolid) y el Cuartel General del Generalísimo (Salamanca).
A pesar del rápido control de todas las provincias por los militares sublevados, durante varios años persistió el fenómeno de la guerrilla en León y norte de Palencia, así como en el sur de Ávila.

## Aspectos políticos

### El Alzamiento en Castilla y León

Áreas controladas por los sublevados al inicio de la guerra.

Desde un punto de vista militar, el territorio de la actual comunidad de Castilla y León se dividía entre cuatro divisiones orgánicas, dos de las cuales tenían el cuartel general en la región (VI en Burgos y VII en Valladolid). La trama conspirativa diseñada por el general Emilio Mola se desarrollaba dentro de los límites de cada División, relacionándose verticalmente cada organización conspirativa con "el Director" (Mola), sin relaciones horizontales entre ellas. La conspiración había alcanzado una gran amplitud entre los mandos intermedios de la VI y la VII Divisiones. También triunfó en la V (Zaragoza) y en la VIII (La Coruña).
En las dos jefaturas divisionarias castellanas se formaron, ya desde mayo de 1936, juntas militares y civiles clandestinas, con el objetivo de recabar apoyos entre las organizaciones políticas simpatizantes del golpe militar y, sobre todo, extender la organización conspirativa a todas las guarniciones militares y comandancias de la Guardia Civil.
Los conspiradores contaban con el apoyo incondicional de los tradicionalistas, los falangistas y amplios sectores de las Juventudes de Acción Popular. Los tradicionalistas eran más una corriente de opinión que una organización política. Falange Española contaba con pequeñas organizaciones en las capitales de provincia, pero carecía de arraigo, salvo en Valladolid. Las Juventudes de Acción Popular eran una organización muy importante en toda la región, y además se encontraba muy radicalizada.
En el ejército, los mandos intermedios eran por lo general partidarios del golpe, o al menos no estaban dispuestos a defender al gobierno del Frente Popular, pero los dos jefes divisionarios (Molero en Valladolid y Batet en Burgos) eran leales al orden constitucional.
El Cuerpo de Seguridad y Asalto se adhirió al Alzamiento, al igual que el de Carabineros. La Guardia Civil, en su condición de cuerpo militar, obedeció sin dudarlo las órdenes emanadas de las autoridades militares cuando declararon el estado de guerra. En realidad, la Guardia Civil y las milicias derechistas van a ser la fuerza de choque de los sublevados para conseguir el control del territorio, ya que los soldados de las guarniciones fueron enviados a los frentes de combate.
Por su parte, los partidos y sindicatos obreros y republicanos carecían de cualquier tipo de organización paramilitar, por lo que su capacidad de respuesta ante un alzamiento militar era nula. Solamente los mineros leoneses y palentinos presentaron una limitada oposición armada a los militares y guardias civiles, pero en todo caso fue un acción desesperada, defensiva, sin organización ni jefes.
La capacidad de actuación de las izquierdas residía sobre todo en la masa. Los partidos republicanos (Unión Republicana, Izquierda Republicana, Partido Radical, etc.) eran más bien partidos de cuadros. El peso de la izquierda recaía en el Partido Socialista y en la UGT, tanto en sus sindicatos urbanos como en la Federación Nacional de Trabajadores de la Tierra, es decir, en todo el entramado de sociedades que conformaban la Casa del Pueblo, existente en todas las localidades donde hubiera un mínimo de organización obrera. Existían también, por todas las provincias, Sindicatos de Oficios Varios de Confederación Nacional del Trabajo (CNT) con una práctica e ideología anarcosindicalista con gran presencia en las cuencas mineras leonesas y El Bierzo.
Ante un golpe de Estado en el que los militares se alzan en bloque contra el Gobierno, y además se unen a ellos la Guardia Civil y demás fuerzas de seguridad, ni el Estado republicano (a través de los gobiernos civiles y las alcaldías) ni las organizaciones políticas y sindicales leales a la República pueden hacer casi nada para salvaguardar la legalidad: declarar la huelga general y aguantar lo que se pueda.

### El levantamiento militar en las provincias de Castilla y León
A partir del 18 de julio de 1936 los hechos se repiten casi punto por punto en todas las provincias de Castilla y León, con la excepción de León, Soria y Ávila.
El jueves 16 o el viernes 17 de julio, los militares conjurados acuartelan las tropas sin haber recibido una orden al respecto por parte del ministerio. El sábado 18 por la tarde o el domingo 19 por la mañana, al recibir la orden del general faccioso que controla la jefatura divisionaria, los conspiradores toman el mando de la guarnición y detienen al jefe, en el caso de que este no formara parte de la trama, así como al resto de los oficiales y soldados que se mostraran leales al gobierno de la República.
Paralelamente, las noticias sobre el alzamiento del ejército en África hacen que los dirigentes del Frente Popular se reúnan en el Gobierno Civil para evaluar la situación. Grupos de jóvenes de la Casa del Pueblo patrullan las calles para vigilar movimientos sospechosos de las tropas. A veces se producen tiroteos entre paisanos y militares. El gobernador civil trata de averiguar la postura del jefe de la Guardia Civil en la provincia. Se declara la huelga general.
Las tropas salen a la calle
En cuanto consideran la ocasión propicia, o cuando no les queda otro remedio, los militares sacan las tropas a la calle (normalmente el domingo 19 o el lunes 20) y, en un lugar céntrico, leen el bando de declaración del estado de guerra. A continuación se dirigen a tomar el Gobierno Civil, el ayuntamiento y la Casa del Pueblo. A menudo comienza un tiroteo con grupos obreros, más o menos enconado, más o menos prolongado en el tiempo, que termina siempre con la derrota de los obreros. Estos momentos iniciales son de gran confusión, ya que mucha gente piensa que los militares salen a la calle para defender el orden constitucional .
Los sublevados nombran nuevas autoridades civiles: gobernador, alcalde, presidente de la Diputación. En todas las provincias es nombrado un militar como nuevo gobernador civil, el cual llama por teléfono a todos los puestos de la Guardia Civil de la provincia y les ordena que declaren el estado de guerra, disuelvan la gestora municipal y detengan a los elementos extremistas (o sea, de izquierdas). Se ordena también la puesta en libertad de los falangistas y derechistas presos, si los hubiera.
Formación de columnas
De inmediato comienzan a formarse las columnas militares que deben partir hacia Madrid a través de los puertos de la sierra. Son formaciones mixtas de soldados de reemplazo y voluntarios civiles, mandadas siempre por oficiales profesionales. Comienzan a formarse compañías milicianas de voluntarios falangistas y tradicionalistas, que entrarán en acción poco después.
Nada más tomar el poder en la capital de la provincia, se forman columnas volantes de guardias civiles y voluntarios civiles (aquí es donde aparecen falangistas a cientos, cuando el día anterior apenas había) que recorren la provincia para imponer la nueva legalidad, a menudo sembrando el terror entre sus convecinos, con el beneplácito de las autoridades militares, civiles, judiciales y eclesiásticas.
La mayor resistencia al golpe suele darse en los lugares con mayor concentración de obreros: nudos ferroviarios, comarcas mineras, obras de pantanos o ferrocarriles, etc. Cuando la resistencia era de cierta envergadura, se enviaba contra ellos una unidad militar. Los más importantes de estos choques armados tuvieron lugar en León, tanto en la capital como en la comarca del Bierzo, sobre todo en Ponferrada. También hubo choques importantes en Miranda de Ebro, en Aranda de Duero, en Béjar, en la alta Sanabria y en el sur de las provincias de Ávila y de Segovia.
En algunas provincias, al encontrarse los pueblos desguarnecidos por estar concentrada la Guardia Civil en la capital, numerosos alcaldes del Frente Popular organizaron patrullas armadas con hombres de la Casa del Pueblo. Pero la aparición de la Guardia Civil o de columnas militares acababa con todo conato de resistencia.
Excepciones
Todo este proceso, comenzado el 18 de julio, sábado, suele estar terminado hacia el día 22, miércoles. En Soria, que carecía de guarnición militar, la Guardia Civil no declaró el estado de guerra hasta el martes 21. La situación en León fue más complicada, a causa de la llegada y retirada de un convoy de mineros asturianos.
En Ávila, la intervención de columnas gubernamentales procedentes de Madrid, impidió la consolidación del golpe militar en el sur de la provincia, así como en el este de la provincia de Segovia. Durante todo el mes de julio se produjeron numerosos choques entre columnas móviles de uno y otro bando. Navalperal de Pinares y Cebreros, en la sierra de Gredos, fueron el centro de la resistencia republicana. En esta parte de Castilla los enfrentamientos tuvieron como objetivo el control de los principales pasos de la meseta norte hacia Madrid: Somosierra (carretera N-I Madrid-Burgos-Irún), Navacerrada (carretera N-603 Madrid-Segovia) y Guadarrama (carretera N-VI Madrid-La Coruña). En estos combates destacaron la columna Serrador (nacional), que partió de Valladolid hacia el Alto del León, la columna García Escámez (nacional), que partió de Pamplona para alcanzar Somosierra después de controlar Logroño y Soria, y la columna Mangada (republicana), que desde Madrid llegó hasta las inmediaciones de la ciudad de Ávila y se retiró sin intentar el ataque.
A lo largo del verano de 1936 se formó en el norte de las provincias de León, Palencia y Burgos un frente que se mantuvo, con duros combates en ocasiones, pero también con extensas tierras de nadie, hasta el derrumbamiento de todo el frente norte republicano en el otoño de 1937. En Ávila y Segovia los frentes permanecieron estancados, a excepción de la breve ofensiva republicana sobre Segovia (mayo de 1937), hasta el final de la guerra.

#### León
La Guerra Civil en Valencia de Don Juan
León formaba parte de la 8.ª División Orgánica, con cuartel general en La Coruña. Su guarnición militar estaba formada por el regimiento de infantería Burgos núm. 31 y el grupo de reconocimiento aéreo núm. 21, así como una comandancia de la Guardia Civil y una sección de la Guardia de Asalto. Fuera de León y Astorga, solo era significativo el cuartel de la Guardia Civil de Ponferrada.
La mayoría de los oficiales eran partidarios del golpe de Estado que comenzó en África el 18 de julio de 1936, pero no sacaron las tropas a la calle porque el domingo 19 por la mañana llegaron a León dos columnas de mineros asturianos con destino a Madrid, que esa misma tarde salieron hacia Benavente. Una vez pasado el peligro, el lunes 20 los oficiales rebeldes detuvieron a sus mandos leales al Gobierno, sacaron las tropas a la calle y ocuparon los edificios oficiales, deteniendo al alcalde, al gobernador civil y a otros dirigentes locales. Tan solo un grupo de obreros resistió durante varias horas en la Casa del Pueblo.
Astorga fue controlada sin problemas por los sublevados. En Ponferrada, sin embargo, se habían concentrado miles de mineros que presentaron una fuerte resistencia armada, pero el día 21 los sublevados lograron controlar la ciudad.
A lo largo del verano se fue creando una línea de frente al norte de la provincia, en las montañas que separan León y Asturias, con fuertes combates por el control de los puertos. En el otoño de 1937 los nacionalistas lanzaron una gran ofensiva que les permitió la conquista de todo el norte.
Por último, durante varios años se mantuvo en el norte de la provincia, en especial en el Bierzo y la Cabrera, el fenómeno de la guerrilla antifranquista.

#### Valladolid
Valladolid tenía gran importancia en los planes golpistas del general Mola, debido a que era la sede de la 7.ª División orgánica y desde allí debían formarse columnas militares para marchar inmediatamente sobre Madrid por los puertos de Guadarrama y Navacerrada. Las unidades más importantes de la División eran los regimientos de infantería San Quintín, de caballería Farnesio y de artillería ligera núm. 14, así como otras unidades y regimientos en Salamanca, Segovia, Ávila, Medina del Campo, Zamora, Plasencia y Cáceres.
Mola contaba con la adhesión de numerosos oficiales del ejército, de la Guardia Civil y de la Guardia de Asalto, al igual que con la de los falangistas, en uno de los pocos lugares donde Falange Española contaba con una nutrida militancia.
El Alzamiento fue dirigido por el general Andrés Saliquet Zumeta, que mediante un golpe de mano en la capitanía general contra el general Nicolás Molero Lobo, se hizo con el mando de la División. La Guardia Civil y la de Asalto se unieron al golpe de Estado desde el primer momento. Durante varios días, a partir del 18 de julio, se mantuvieron los tiroteos entre los militares sublevados y grupos de obreros de izquierdas, en la ciudad de Valladolid, pero los golpistas lograron hacerse con el control de la situación.

#### Segovia
Segovia estaba encuadrada en la 7.ª División y, aunque era una guarnición secundaria por su fuerza disponible, tenía una gran importancia estratégica por su situación de límite, por el sur y el este, con las provincias de Madrid y Guadalajara, a lo largo de las sierras de Guadarrama y Somosierra, en las que se encontraban los puertos de montaña que eran paso obligado para las columnas formadas en Castilla la Vieja.
La guarnición de Segovia era poco más que un regimiento de artillería, pero la Guardia Civil y la Guardia de Asalto suplieron con creces la escasez de efectivos militares. Una vez los rebeldes declararon el estado de guerra, deteniendo a las legítimas autoridades, el 19 de julio de 1936, a los pocos días ya tenían controlada la situación en toda la provincia, sin excesiva resistencia armada por parte de los defensores del orden constitucional republicano.

#### Ávila
Ávila pertenecía a la 7.ª División orgánica y su valor militar era nulo en cuanto a la fuerza disponible, pero muy grande en cuanto a su situación geográfica, debido a las sierras que limitan al este con Madrid y al sur con Toledo.
La única fuerza militar digna de mención era la Guardia Civil, que el domingo 19 de julio por la mañana se unió a la sublevación. Tras leer el bando declarando el estado de guerra, detuvieron al gobernador civil y ocuparon la Casa del Pueblo. El jefe de la policía municipal detuvo en el ayuntamiento al alcalde y a los concejales del Frente Popular. Los militares ocuparon los cargos de alcalde, presidente de la Diputación y gobernador civil. Ese mismo día fueron liberados Onésimo Redondo y otros 18 falangistas que se encontraban en la cárcel, que se marcharon a Valladolid.
Mingorría fue tomado por la Guardia Civil después de un tiroteo. En general, el sur y sudoeste de la provincia, el valle del Tiétar, las sierras de Gredos y de San Vicente, y el nordeste, por el macizo de Peguerinos hasta cerca de San Rafael y el Alto del León, permanecieron leales al gobierno o en situación ambigua. También entró en el territorio abulense una columna gubernamental dirigida por el teniente coronel Mangada, cuyo avance hacia la capital parecía imparable.
El 23 de julio llegaron a Ávila una centuria de Falange de Valladolid y una sección del regimiento de artillería pesada de Medina del Campo. La columna Mangada no siguió hacia la capital abulense, sino que prefirió tomar el importante nudo de carreteras de Villacastín.
El día 24 llegó un batallón del regimiento de infantería La Victoria, de Salamanca, que se dirigía al Alto del León, seguido por otro del mismo regimiento que llegó el día 27 para quedarse de guarnición, y dos escuadrones del regimiento de caballería Calatrava, de Salamanca, que se asentaron en Villacastín.
Los hechos de armas a cargo de columnas nacionalistas y republicanas continuaron hasta finales de septiembre.

#### Salamanca
Al ser parte de la 7.ª División, la guarnición militar de Salamanca, compuesta por dos regimientos, dependía de Valladolid. Tras la sublevación militar que dio comienzo en África, a la que se sumó la 7.ª División, el comandante militar de Salamanca se puso del lado de los sublevados y a mediodía del domingo 19 de julio una compañía de infantería leyó en la Plaza Mayor el bando declarando el estado de guerra.
Esa misma mañana, los militares tomaron el Ayuntamiento, el Gobierno Civil, Correos, la Telefónica, la emisora Inter Radio Salamanca y la estación del tren, y distribuyeron destacamentos por distintos lugares de la carretera de circunvalación y de las vías férreas que pasaban por la ciudad.
Se declaró la huelga general, que duró varios días, y hubo escaramuzas con obreros armados de los barrios populares, pero los militares se hicieron pronto con el control de la ciudad. En Béjar hubo una resistencia más enconada, hasta el día 21.
Hubo conatos de resistencia más o menos simbólicos en Peñaranda de Bracamonte y en Ciudad Rodrigo, a la espera de que llegaran tropas leales al gobierno de la República o el convoy de mineros asturianos, pero la Guardia Civil logró hacerse con el control absoluto de la provincia en muy poco tiempo sin encontrar resistencia.
En Béjar la CNT convoca Huelga General en respuesta al alzamiento pero es aplastada a las pocas horas.
De inmediato fueron detenidos los principales dirigentes del Frente Popular, así como cientos de personas más en toda la provincia , que llenaron a rebosar la prisión provincial.
El 28 de septiembre se reunió en una finca a las afueras de Salamanca la Junta de Defensa Nacional, eligiendo al general Francisco Franco como Generalísimo de los ejércitos nacionales y jefe del Gobierno del Estado, pero en la Ley de Estructuración del Nuevo Estado español, del 1 de octubre, que daba paso a la Junta Técnica del Estado, Franco aparecía como Jefe del Estado. A partir de esa fecha se instaló en Salamanca el Cuartel General del Generalísimo. En octubre de 1937 Francó fijó su residencia en Burgos, aunque el Cuartel General oficialmente siguió en Salamanca.

#### Zamora
La guarnición militar de Zamora, perteneciente a la 7.ª División orgánica, con cuartel general en Valladolid, estaba compuesta por un regimiento de infantería, una comandancia de la Guardia Civil, otra de Carabineros y una sección de la Guardia de Asalto.
Provincia agraria, conservadora y clerical, las derechas organizadas alrededor de la CEDA tenían una amplia presencia en las instituciones, si bien el Partido Socialista y la UGT contaban también con una amplia base obrera.
Cuando se produjo el alzamiento del 18 de julio, los militares no dudaron en acatar las órdenes procedentes de la jefatura de la División, procediendo a ocupar la capital el 19 de julio, con la ayuda de la Guardia Civil y la de Asalto. Asimismo, jefes militares se hicieron cargo del gobierno civil, la alcaldía y la diputación provincial.
Hubo ciertos momentos de incertidumbre cuando el tren de los mineros asturianos llegó hasta Benavente, desde donde regresó a Asturias, pero la única resistencia armada corrió a cargo de los obreros del tendido ferroviario que se concentraban en Requejo organizados muchos en el sindicato anarquista CNT.
El control de la provincia fue seguido de una virulenta represión que llenó en poco tiempo la prisión de Zamora con cientos de personas vinculadas al Frente Popular.

#### Burgos
Burgos tenía una gran importancia dentro de los planes conspirativos del general Emilio Mola, debido a que albergaba el cuartel general de la 6.ª División orgánica y una nutrida guarnición. Además, el propio general Mola, destinado en Pamplona, dependía del jefe de la División, general Batet, que no se fiaba en absoluto de él.
Según los planes de Mola, la 6.ª División debía formar una fuerte columna, que confluiría con otra enviada desde Zaragoza para caer sobre Madrid a través del puerto de Somosierra por la carretera N-I.
La principal baza de Mola era la gran extensión de la trama conspirativa, que le permitió contar desde el primer momento con la práctica totalidad de la fuerza armada, tanto militares como guardias civiles y de Asalto. El general Batet y otros mandos fueron arrestados por los golpistas cuando el 19 de julio sacaron las tropas a la calle. Rápidamente los sublevados ocuparon sin resistencia el gobierno civil, el ayuntamiento, Correos, la estación de tren y otros lugares estratégicos. Paradójicamente, el alcalde republicano fue confirmado en el cargo.
Se produjo una fuerte resistencia al golpe en las localidades con mayor concentración de obreros, como Miranda de Ebro, pero los sublevados se hicieron con el control de casi toda la provincia en unos días (excepto algunos valles del norte de las Merindades -Valle de Mena, Valle de Losa, Alfoz de Santa Gadea, Alfoz de Bricia...-) y el extremo norte de La Lora, desde los que hubo varios contraataques republicanos no muy exitosos; hasta el verano de 1937, en el que estas zonas son conquistadas durante la caída del frente del Norte), dando comienzo a una violenta represión.

#### Palencia
Palencia formaba parte de la 6.ª División Orgánica y albergaba una guarnición de segundo orden. Los militares sublevados no tuvieron problemas para controlar la capital, a partir de la declaración del estado de guerra el 19 de julio. En la provincia, la mayor resistencia se produjo en las zonas mineras de Barruelo de Santullán y Guardo.
Debido al fracaso del golpe militar en Santander, al norte de la provincia se formó una tierra de nadie que se mantuvo en situación ambigua hasta el derrumbe del Frente Norte en el otoño de 1937.
«Texto en comillas latinas»

#### Soria
Soria, que pertenecía a la 5.ª División orgánica, tenía una gran importancia para los planes golpistas del general Mola, debido a que en esa provincia debían confluir las columnas que saldrían de Zaragoza hacia Guadalajara, y de Pamplona (pasando por Logroño) hacia Madrid, al igual que la de Burgos hacia Somosierra. Sin embargo, Soria contaba solamente con una Caja de Recluta, por lo que la única fuerza armada de la provincia era la comandancia de la Guardia Civil.
La organización del golpe tuvo en Soria muy escaso desarrollo, de modo que, tras conocer la noticia del alzamiento en África, hubo unos días de confusión, hasta que el martes 21 por la mañana el jefe de la Guardia Civil se decidió a declarar el estado de guerra. Ese mismo día por la noche llegó a la ciudad la columna de García Escámez, que había salido de Pamplona, formada por soldados, falangistas y requetés, que se hizo con el control de la provincia.

### La creación del Nuevo Estado
Castilla la Vieja ofrecía a los sublevados una excelente plataforma para instalar los órganos de mando de la sublevación hasta que cayera la capital, Madrid, cosa que se preveía inminente. Todas las provincias de la región -y las de la antigua región de León- fueron controladas de inmediato y, excepto el molesto pero poco amenazante frente norte, no había actividad bélica cerca de las principales ciudades. Además, Castilla la Vieja se convirtió pronto en el símbolo o la síntesis de la España eterna, tradicional y católica, que el nuevo régimen venía a implantar, continuando la obra del Cid, los Reyes Católicos y el emperador Carlos, en oposición a la España moderna de la Ilustración, la Institución Libre de Enseñanza, la masonería, el krausismo y el marxismo.

#### Junta de Defensa Nacional
El 24 de julio de 1936 se constituyó en Burgos la Junta de Defensa Nacional, presidida por el general de división Miguel Cabanellas Ferrer. En principio, la Junta tenía que haber sido presidida por el teniente general José Sanjurjo Sacanell, pero este había muerto dos días antes en Estoril (Portugal), cuando se disponía a trasladarse hasta Burgos y el avión en el que viajaba se estrelló durante el despegue. La Junta estaba formada por el general de división Andrés Saliquet Zumeta, los de brigada Fidel Dávila Arrondo, Miguel Ponte Manso de Zúñiga (cesó el 18 de agosto) y Emilio Mola Vidal, y los coroneles Federico Montaner Canet y Fernando Moreno Calderón. Más tarde se incorporaron el capitán de navío Francisco Moreno Fernández (30 de julio), los generales de división Francisco Franco Bahamonde (3 de agosto), Germán Gil Yuste (18 de agosto) y Gonzalo Queipo de Llano y Sierra (17 de septiembre) y el general de brigada Luis Orgaz Yoldi (17 de septiembre).
La Junta de Defensa Nacional tuvo poca actividad política, puesto que se contemplaba como un organismo provisional. En realidad su existencia no era incompatible ni con la forma republicana del Estado, ni con la existencia de la II República. Era más bien el embrión del Directorio Militar previsto en los planes de Mola. Sus actos políticos más importantes fueron el bando declarando el estado de guerra en todo el territorio nacional (28 de julio) y la elección de Franco como Jefe del Estado, con la consiguiente creación de la Junta Técnica del Estado, el 1 de octubre de 1936, con sede en Burgos y presidida por el general Dávila.
La elección de Franco como Jefe del Estado y la creación de la Junta Técnica, mediante una ley promulgada por Franco, suponían la creación explícita de un nuevo Estado, sobre bases jurídicas que ya no eran la Constitución de la República. Era una ruptura definitiva con el sistema republicano. De hecho, el 30 de septiembre cesó la publicación del Boletín Oficial de la Junta de Defensa Nacional de España y el 2 de octubre comenzó la del Boletín Oficial del Estado. Sin embargo, Franco no dio el paso de crear ministerios, sino comisiones: de Hacienda, de Justicia, de Industria, Comercio y Abastos, de Agricultura y Trabajo Agrícola, de Trabajo, de Cultura y Enseñanza, y de Obras Públicas y Comunicaciones, cuyos presidentes eran técnicos sin peso político. Ninguno de los miembros de la Junta de Defensa Nacional o de la Junta Técnica del Estado era miembro de Falange Española.

#### Gobierno General
Al mismo tiempo se creó el Gobierno General, con sede en Valladolid, para el que se designó al general Francisco Fermoso Blanco, quien lo ocupó hasta principios de noviembre de 1936, cuando fue reemplazado por el general Luis Valdés Cabanillas.
La figura del gobernador general ya había sido utilizado anteriormente por el gobierno de la República en ocasiones excepcionales . El gobernador general venía a ser un super-gobernador civil que asumía la dirección de todas las administraciones públicas en una provincia o varias, así como la jefatura superior de las fuerzas de orden público. Se trataba, pues, de un cargo administrativo más que político, aunque con mucho poder, puesto que el gobernador general tenía autoridad sobre todos los gobernadores civiles de las provincias controladas por la Junta de Defensa Nacional. También se ocupaba de la depuración de los funcionarios de los cuerpos de Investigación y Vigilancia, de Seguridad y Asalto, y de Carabineros.

#### Cuartel General del Generalísimo
En Salamanca, por su parte, se instaló el Cuartel General del Generalísimo, que hizo las funciones de gobierno político efectivo de la zona facciosa hasta que Franco trasladó su residencia a Burgos en octubre de 1937. De hecho, desde el Cuartel General de Salamanca se tomaron medidas de tanto calado como la unificación de Falange Española y la Comunión Tradicionalista, o era donde los embajadores extranjeros (Alemania, Italia, Japón) presentaban sus credenciales y mantenían sus legaciones.

## Aspectos militares
Estaba planeado que la sublevación militar comenzara el 18 de julio en el Protectorado marroquí, pero varios hechos casuales forzaron a un grupo de conspiradores a sublevarse en la tarde del viernes 17 de julio, en la comandancia militar de Melilla. A partir de ese momento se puso en marcha el operativo diseñado por Mola. En la misma noche del día 17 el Gobierno ordenó la detención de varios militares destinados en la península, entre ellos el general Gonzalo González de Lara, jefe de la 11.ª brigada de Infantería, de quien justamente se sospechaba que era el cabecilla de la trama en la 6.ª División (Burgos).
El sábado 18, a mediodía, el Gobierno envió a León y a Zaragoza a los dos inspectores generales, los generales Juan García Gómez-Caminero y Miguel Núñez de Prado, con la misión de hacerse con el control de las guarniciones del valle del Duero y del valle del Ebro, respectivamente. Al mismo tiempo se ordenó a los gobernadores civiles de Toledo, Guadalajara, Ciudad Real, Ávila, Segovia, Valladolid, Salamanca y Logroño que enviaran a Madrid las compañías de la Guardia de Asalto de que dispusieran, mientras que la Guardia Civil de esas provincias se concentraría en la capital provincial. Sin saberlo ni pretenderlo, el Gobierno aceleró la sublevación de la 7.ª División (Valladolid), que prendió cuando los guardias de Asalto se negaron a partir hacia Madrid.
Se ordenó también a los comandantes militares de León y de Oviedo que formaran dos fuertes columnas de milicianos armados, encuadrados por guardias de Asalto y dirigidas por militares profesionales, que deberían marchar con toda rapidez por ferrocarril y carretera sobre Madrid, después de haber pacificado el valle del Duero.
Mientras tanto, en Madrid los acontecimientos se sucedían a gran velocidad. Santiago Casares Quiroga dimitió como presidente del Gobierno y fue sustituido por Diego Martínez Barrio, quien solo duró unas horas como presidente y fue sustituido por José Giral, el cual el 20 de julio autorizó la entrega de armas a las organizaciones obreras. Ese mismo día se decidió la formación de unidades mixtas de militares, milicianos y guardias civiles y de Asalto para abatir las sublevaciones cercanas a Madrid (Toledo, Alcalá de Henares, Guadalajara), así como para cerrar los pasos de la sierra (puertos de Somosierra, Navacerrada y Guadarrama), hacia donde se suponía que avanzaban las columnas de Mola procedentes de Castilla la Vieja.
Para marchar hacia la sierra se organizó una unidad tipo batallón, con tres compañías de fusiles y una de ametralladoras, a la que se unió el día 22 el Grupo de Auto-Ametralladoras-Cañón, de Caballería, de guarnición en Aranjuez, con un fuerte acompañamiento de milicianos. Al llegar a la zona del Alto del León (Guadarrama), el Grupo de Auto-Ametralladoras-Cañón se pasó a las filas sublevadas, pero debido a lo sorprendente de su acción quedaron varias horas bajo fuego cruzado y solo llegaron a la zona sublevada menos de la mitad de los que habían salido de Aranjuez. Lo mismo, pero con más éxito, hizo el Regimiento de Transmisiones del Pardo, que el día 21 consiguió pasarse a los sublevados en El Espinar (Segovia), después de haber atravesado el puerto de Navacerrada diciendo a los milicianos allí estacionados que iban a tomar posiciones para defender al Gobierno.

### Fracaso del golpe de Estado en la Península
A los dos días del alzamiento era ya evidente que los planes de Mola habían fallado en la península: el golpe había sido aplastado en Madrid (1.ª División) y en Barcelona (4.ª División). En Valencia (3.ª División) la mala preparación del complot convirtió el golpe en un simple amago. En la 2.ª División (Sevilla), los golpistas solo habían logrado controlar algunos islotes, como Sevilla y Granada. La 5.ª División (Zaragoza) había conseguido controlar las tres capitales aragonesas, pero debía prepararse para el ataque que se avecinaba desde Cataluña.
Los mejores resultados se habían dado en las divisiones en las que Mola había podido preparar mejor la conspiración y los golpistas tenían mayor apoyo social: la 6.ª (Burgos), la 7.ª (Valladolid) y la 8.ª (La Coruña). No obstante, en la 6.ª División las provincias de Guipúzcoa, Vizcaya y Santander habían quedado en manos del Gobierno. En la 8.ª, el golpe había triunfado en las cuatro provincias gallegas, pero en la comandancia exenta de Asturias solo Oviedo se había unido a la sublevación, de modo que esa División debía centrar sus esfuerzos en ocupar Asturias. El general Mola, en consecuencia, solo contaba plenamente con la 7.ª División (Valladolid), lo cual a todas luces era insuficiente para derribar al gobierno de la República.
El golpe faccioso había triunfado plenamente en el Protectorado español de Marruecos, donde el general Franco se había puesto al frente de la Legión y las Fuerzas Regulares Indígenas, que eran en el ejército español el único sector profesional y con experiencia de combate. El problema para los sublevados era que no podían cruzar el estrecho de Gibraltar, debido a que tanto la Aviación como la Marina habían quedado bajo el control del Gobierno. Por tanto, mientras el ejército de África se mantuviera al otro lado del Estrecho, Mola se veía obligado a combatir con las menguadas fuerzas de que disponía.
Por su parte, el Gobierno de la República tampoco podía echar las campanas al vuelo. A pesar del éxito inicial, la enorme conmoción sufrida por el Estado y por el conjunto de la sociedad española a causa del golpe militar, había dejado bajo mínimos la capacidad de respuesta del Gobierno y de las instituciones de la República. En gran parte del país las estructuras institucionales se habían venido abajo, dejando paso a impulsos revolucionarios. La disolución por decreto de las unidades militares implicadas en el golpe solo había servido para que la República se quedara sin ejército. En los días siguientes al golpe la defensa de Madrid se tuvo que organizar aprisa y corriendo, sobre la base de columnas improvisadas mezcla de milicianos, militares y guardias.

### Las columnas
Los planes conspirativos del general Mola se basaban en la propia estructura organizativa del ejército, con la pretensión de extender una red clandestina que alcanzara el máximo número de unidades, incluyendo la jefatura máxima de cada División orgánica, aunque en este punto fracasó, porque la mayor parte de los generales jefe de División se mantuvieron leales al orden constitucional.
El ejército de Tierra se organizaba en 1936 sobre la base de las 8 divisiones orgánicas creadas por las reformas de Azaña en 1931, que venían a sustituir a las antiguas capitanías generales. Las divisiones tenían la jefatura en Madrid (1.ª), Sevilla (2.ª) Valencia (3.ª), Barcelona (4.ª), Zaragoza (5.ª), Burgos (6.ª), Valladolid (7.ª) y La Coruña (8.ª). Además existía una División de Caballería con cuartel general en Madrid y regimientos distribuidos en los territorios de las demás divisiones. Los archipiélagos de Baleares y Canarias y las plazas de Ceuta y Melilla eran comandancias militares. Las fuerzas aéreas, muy pequeñas, estaban formadas por el servicio de aeronáutica militar del ejército de Tierra, con unos cuantos aeródromos, y el servicio de aeronáutica militar de la Marina, con base en Cartagena. Por último, las fuerzas acantonadas en el Protectorado español de Marruecos –la Legión y los Regulares indígenas- tenían su propia organización, al margen de la estructura divisionaria.
Los cuerpos y fuerzas de seguridad del Estado estaban presentes en todas las provincias. La Guardia Civil ocupaba entre ellos un lugar preeminente, debido a su carácter militar y su despliegue por todo el territorio. En las provincias en las que no había regimientos acantonados, la comandancia de la Guardia Civil era la única institución militar. Por su parte, el Cuerpo de Seguridad y Asalto disponía en cada provincia de al menos una sección de Asalto (policía uniformada) y un cierto número de agentes de Seguridad y Vigilancia (policía criminal). Era un cuerpo armado de naturaleza civil con funciones similares al actual Cuerpo Nacional de Policía. En las provincias fronterizas o costeras había compañías del Cuerpo de Carabineros. Y además en algunas ciudades existía una Policía Municipal.
El general Mola consideraba como divisiones más seguras para el alzamiento la 3.ª, 5.ª, 6.ª y 7.ª, además del Protectorado. Según sus planes, las tropas avanzarían rápidamente sobre Madrid en columnas que saldrían desde Valencia (carretera general N-III) y Zaragoza (carretera general N-II). Desde la meseta Norte, las columnas formadas en Pamplona, Logroño y Burgos caerían sobre Madrid por el puerto de Somosierra, en la carretera general N-I, mientras la formada en Valladolid avanzaría por la carretera general N-VI, cruzando por los puertos de Guadarrama y Navacerrada. Por su parte, las fuerzas del Protectorado pasarían por barco desde Ceuta y Melilla a Algeciras y Málaga, para confluir en Córdoba, desde donde marcharían sobre Madrid por la carretera general N-IV.
Se suponía que las columnas caerían sobre Madrid en un máximo de cuatro días y que las fuerzas del orden y guarniciones de Madrid se mantendrían pasivas o se unirían al alzamiento, ante lo cual al gobierno no le quedaría más remedio que rendirse. Las masas revolucionarias ofrecerían una resistencia mínima o se darían por vencidas.

#### El frente Sur

##### Columna de Zaragoza
La intención de los sublevados era tomar Madrid en menos de una semana, a partir del 18 de julio, mas el fracaso del golpe de Estado en la península torció por completo sus planes. La 5.ª División (Zaragoza) tenía la misión de lanzar una columna sobre Madrid por la carretera general N-II, donde debía confluir en Medinaceli con la columna procedente de Navarra, pero solo pudo aportar una pequeña fuerza que salió de Zaragoza el 22 de julio con dos compañías de infantería y una batería ligera, incrementada más tarde, a su paso por la provincia de Soria, con una parte de la columna García Escámez, hasta sumar 1200 hombres –muchos de ellos milicianos- que llegaron a las puertas de Sigüenza a comienzos de agosto, dando comienzo una larga lucha por el control de la ciudad, que estaba defendida por fuerzas de la Guardia de Asalto, de la Guardia Civil y varios cientos de milicianos llegados de Madrid. Los nacionalistas atacaron el 7 de agosto y fueron repelidos.
Por tierras de Soria y Guadalajara, las fuerzas de ambos bandos eran exiguas y el terreno muy amplio y sin líneas naturales de defensa, por lo que se formó una zona difusa de enfrentamiento. El 3 de octubre, el general Mola creó la División Soria, cuya jefatura encomendó al general Moscardó, con una columna específica para tomar Sigüenza. A pesar de ello, la ciudad de la serranía resistió hasta el 14 de octubre. En esas fechas el control de Sigüenza había perdido todo su valor, porque el alto mando nacionalista había desistido de intentar el asalto a Madrid a través de la sierra central.

##### Columna de Burgos
Por el puerto de Somosierra pasaba la carretera general N-I Madrid-Burgos-Irún y el ferrocarril directo Madrid-Burgos (en construcción). La vertiente sur del puerto (Buitrago del Lozoya) estaba guarnecida por una fuerza considerable de milicianos, guardias y soldados, dirigida por el capitán Francisco Galán (hermano de Fermín Galán), de la Guardia Civil, que había llegado el día 21. La avanzadilla nacionalista que había salido de Burgos el día 19, compuesta por falangistas y guardias civiles, no consiguió hacerse con el control del puerto, debido a la resistencia ofrecida por grupos de milicianos, por lo que volvió sobre sus pasos hasta Aranda de Duero, donde se unieron a una columna del regimiento San Marcial de Burgos, comandada por el coronel Gistau, el día 21 llegó a la vertiente norte del puerto (Cerezo de Abajo), uniéndose el día 23 un batallón del regimiento Bailén de Logroño y otro del regimiento España de Burgos. Gistau intentó el asalto el primer día, pero fracasó estrepitosamente y fue sustituido por el coronel Cebollino, del regimiento España.

##### Columna de Navarra
El día 19 por la noche había salido de Pamplona hacia Somosierra por la carretera general N-111 la columna del coronel Francisco García Escámez, con un batallón del regimiento América y otro del Sicilia, ambos de Pamplona, reforzados con cuatro compañías de requetés y dos de falangistas. Esta fuerza llegó a Logroño el día 20, dedicando el día 21 a pacificar la región, y llegó a Soria en la madrugada del día 22. Ese mismo día recibió el aviso de la situación desesperada en la que se encontraban los sublevados en Guadalajara, de modo que salió para allá de inmediato, vía Almazán, pero en esta localidad encontró resistencia y se detuvo para restablecer el orden. El 23 por la mañana, García Escámez se enteró de que Guadalajara había sido controlada por el gobierno, por lo que volvió sobre sus pasos por Almazán y El Burgo de Osma hasta Aranda de Duero, a donde llegó al anochecer del día 23, asumiendo el mando de todas las fuerzas del sector de Somosierra (columnas de Navarra y Burgos).
El 25 de julio, en un ataque por sorpresa, García Escámez consiguió conquistar el puerto de Somosierra fácilmente y todavía continuar el avance hasta el embalse de Puentes Viejas y Lozoya, pero sus fuerzas estaban agotadas y los republicanos ofrecían una fuerte resistencia, por lo que a mediados de agosto, de manera inesperada, el frente se estabilizó por ambas partes. Escámez no podía esperar ninguna ayuda por parte de la columna procedente de Zaragoza, que se había atascado en Sigüenza, ni de la de Valladolid, atascada en el Alto del León.

##### Columna de Valladolid
Por el puerto de Guadarrama (Alto del León) pasaba la carretera de Villalba a San Rafael (es decir, la general N-VI). El mismo día 18 de julio, grupos de obreros republicanos tomaron el control de los dos puertos. Hubo tiroteos en El Espinar y San Rafael con guardias civiles procedentes de Segovia. El día 21 llegó a Segovia el regimiento de transmisiones del Pardo, que se había pasado al bando nacionalista. Una columna gubernamental mixta de soldados y milicianos, bajo el mando del coronel Enrique del Castillo, ocupó los dos puertos el día 22. Los milicianos eran mandados por Enrique Líster, que fue destacado al Alto del León, y Juan Modesto, destacado al puerto de Navacerrada.
La columna mandada por el coronel Serrador con unos 800 hombres que había salido de Valladolid en la noche del 21 al 22, llegó al Alto del León a las dos de la tarde. Se le unieron refuerzos de militares y falangistas e inició inmediatamente el asalto, conquistándolo unas horas después.

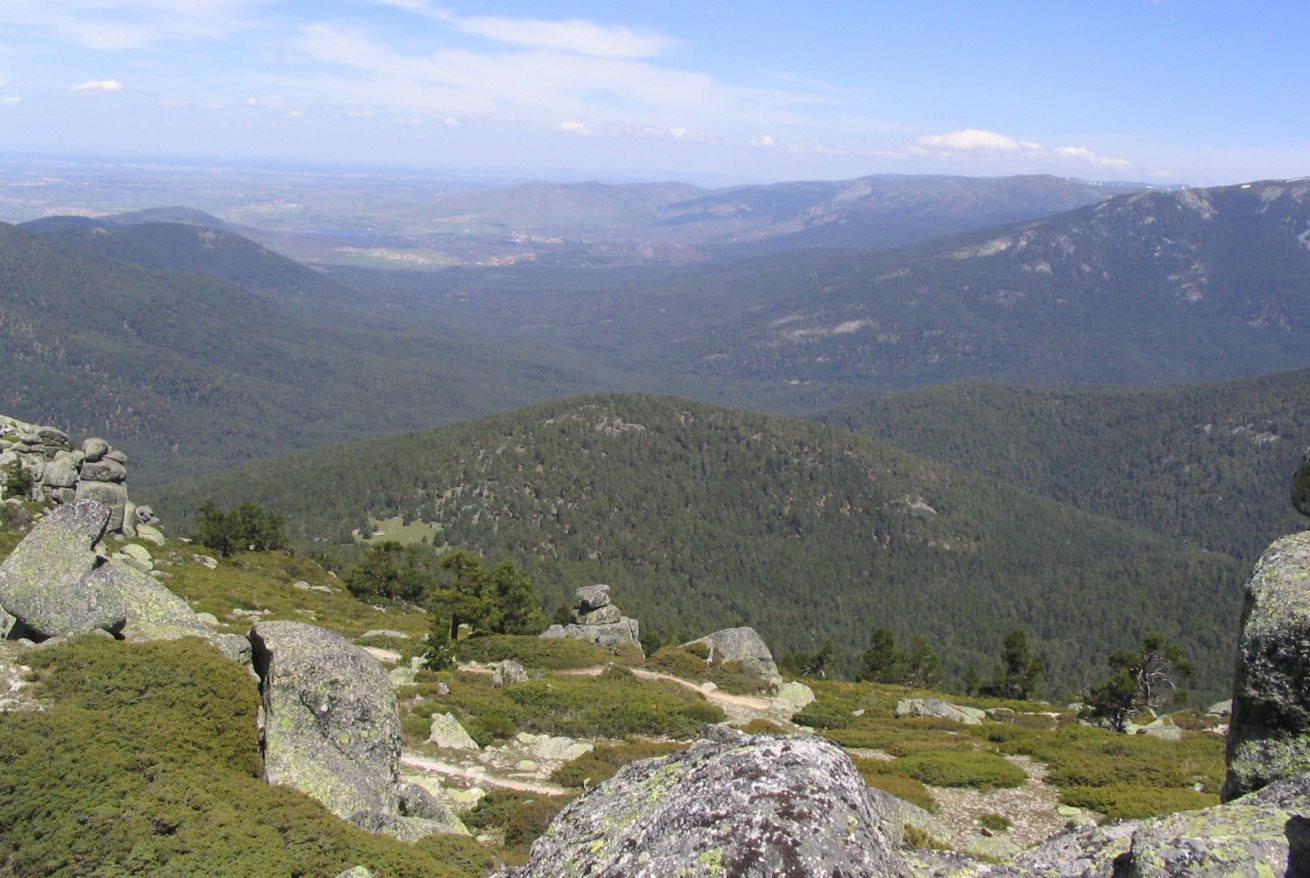
Valle de Valsaín.

Un poco antes, en la mañana del día 22, fuerzas del regimiento de artillería ligera de Segovia habían intentado ocupar el puerto de Navacerrada, sin conseguirlo. Por ese puerto pasaba la carretera de Villalba a Segovia y Valladolid. A partir de ahí el frente se estabilizó a la altura de Valsaín y los jardines de La Granja. El terreno accidentado y con densos bosques retraía a las dos partes de lanzarse a un ataque de infantería.
El gobierno de la República estaba firmemente decidido a reconquistar el Alto del León, por lo que ordenó una serie de ataques fortísimos, llegándose el día 26 al cuerpo a cuerpo en la explanada del puerto. El gobierno disponía de numerosas unidades aéreas, mientras que los sublevados carecían casi por completo de aviación. Hasta los primeros días de agosto los combates fueron muy violentos, pero a partir del día 10 el frente comenzó a estabilizarse. Los nacionalistas conservaron el control del Alto del León, pero la prevista marcha sobre Madrid a partir de Navarra, Valladolid y Burgos había quedado detenida.

##### Por tierras de Ávila
Así las cosas, el general Mola quedó a expensas de lo que hiciera el ejército nacionalista del Sur, dirigido por el general Franco, que avanzaba rápidamente por la carretera de Extremadura (N-V), después de haber tomado Mérida y Badajoz entre el 11 y el 15 de agosto, uniendo las dos zonas sublevadas.
Los dos ejércitos rebeldes se unieron por segunda vez el 8 de septiembre en Arenas de San Pedro. Las tierras de Ávila habían permanecido en una situación ambigua desde el 18 de julio. En líneas generales, los valles del Tiétar y del Alberche, al sur de la sierra de Gredos, permanecieron leales al gobierno, mientras que la capital y el resto de la provincia se sumaron al alzamiento. No obstante, en todo este amplísimo espacio se carecía, tanto por parte rebelde como por parte gubernamental, de fuerzas regulares para formar frentes estables. La única fuerza armada en la provincia era la Guardia Civil.
El 22 de julio llegó a Cebreros, que se mantenía leal, una columna republicana mandada por el teniente coronel Mangada y formada por guardias civiles, de Asalto y milicias obreras. De allí partió hacia Navalperal de Pinares, que ocuparon tras un choque con la Guardia Civil, y por el puerto de Malagón hacia Aldevieja. Sin encontrar oposición llegó el día 24 a Villacastín, importante nudo de carreteras por el que pasaba la carretera N-VI Madrid-La Coruña. Desde allí partió un destacamento en dirección La Coruña (que en Labajos tuvo un enfrentamiento con falangistas, muriendo Onésimo Redondo) y otro en dirección Madrid que llegó hasta San Rafael, encontrando el camino libre hasta la espalda de los nacionalistas que defendían el Alto del León. Pero increíblemente la columna pernoctó en El Espinar, sin atacar, y al día siguiente volvió a Madrid.
El día 25 salió de Ávila un grupo motorizado de guardias civiles, soldados y falangistas para pacificar los pueblos de la provincia y reforzar el puesto de Arenas de San Pedro, un enclave rebelde en zona gubernamental. Este grupo tomó Navalperal de Pinares y Las Navas del Marqués sin encontrar enemigo, pero el día 27 volvió a la zona la columna Mangada, reforzada hasta los 6000 hombres, y volvió a ocupar ambos pueblos. En aquellos momentos Mangada podría haber atacado Ávila, pero no lo intentó siquiera. En realidad, los republicanos controlaban el puerto del Boquerón, a 12 km de Ávila, pero no intentaron aprovechar la posición.
El 27 de julio llegó a la ciudad de Ávila, para quedarse de guarnición, un batallón del regimiento La Victoria, de Salamanca, y el 1 de agosto otro del regimiento Toledo, de Zamora. El día 28, un grupo de guardias civiles, de Asalto y voluntarios, hizo una operación de castigo contra El Tiemblo y Cebreros. El día 30 salió una columna mandada por el comandante Doval con unos 800 hombres, que atacó Navalperal y fracasó en el intento por la fuerte resistencia encontrada. Por su parte, grupos de la columna Mangada se enfrentaron en El Espinar con fuerzas de los regimientos de caballería Farnesio, de Valladolid, y Calatrava, de Salamanca.

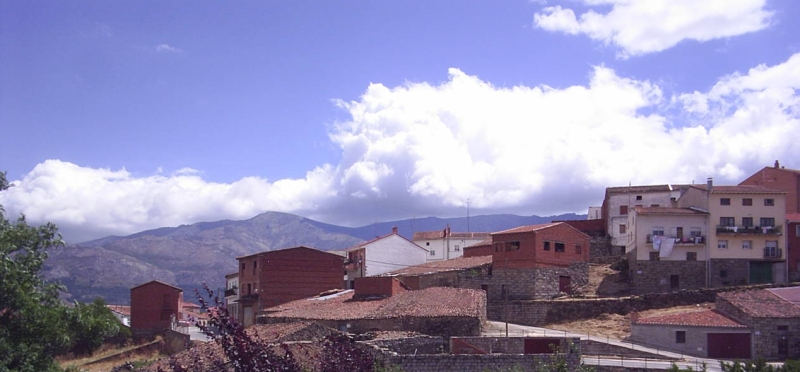
Burgohondo.

Todo eran correrías y operaciones de castigo por estas comarcas del sur de Ávila y Segovia. Se mantenían como islotes Arenas de San Pedro (nacionalista) y Navalperal de Pinares, Las Navas del Marqués, San Bartolomé de Pinares y Burgohondo (republicanos), pero algunos pueblos –como El Espinar- fueron tomados dos o tres veces por los dos bandos. El 30 de agosto, una columna nacionalista intentó tomar Peguerinos para desde allí amenazar El Escorial, pero sufrió una severa derrota tras varias horas de violento combate.
El 8 de septiembre alcanzaron Arenas de San Pedro las primeras fuerzas del ejército del Sur, entre las que se encontraba un tabor de Regulares de Larache. El 15 los rebeldes arrebataron a los gubernamentales una serie de alturas al oeste del Alto del León, para consolidar el control de dicho puerto. Finalmente, en pocos días a partir del 23 de septiembre los sublevados acabaron con los últimos reductos republicanos en Ávila y Segovia.

##### La ofensiva de Segovia (1937)

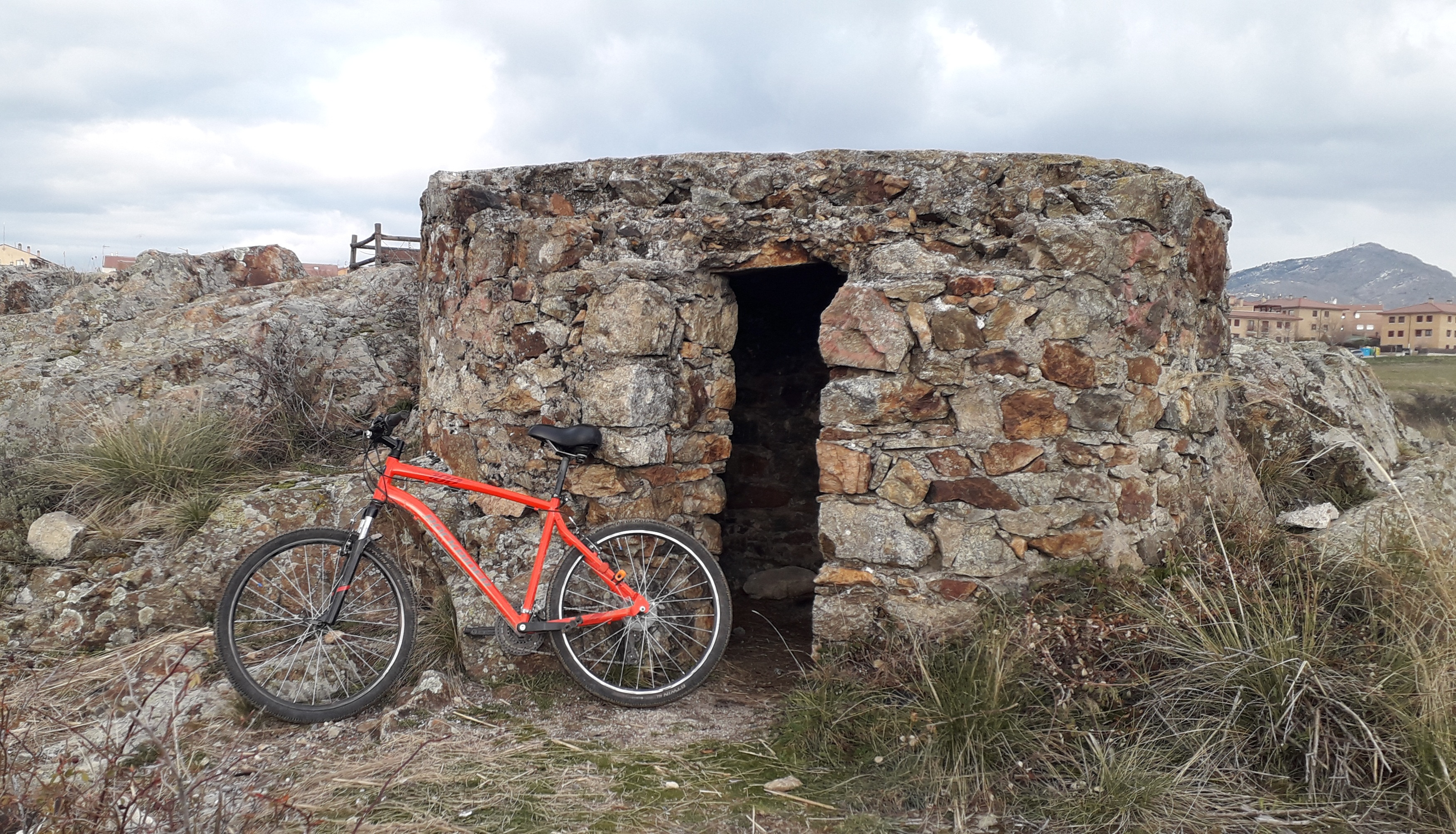
Búnker de Los Barberos (Palazuelos de Eresma), estratégico junto al río Eresma, clave para cortar el avance republicano dirección Segovia

La ofensiva republicana contra Segovia tuvo lugar del 30 de mayo al 4 de junio de 1937, cuando el primer gobierno de Juan Negrín, con Indalecio Prieto como ministro de Defensa Nacional, decidió emplear el naciente Ejército Popular de la República en ofensivas cuya finalidad era evitar la caída de la zona norte republicana, entreteniendo en otro frentes a las tropas franquistas. Estas ofensivas fueron las dirigidas a la conquista de Segovia y de Huesca.

#### El frente Norte

Principales líneas de avance de las tropas nacionalistas en el Frente Norte entre marzo y septiembre de 1937.

Las fuerzas de Mola en la sierra central podían esperar pocos refuerzos, debido a que en el norte se habían formado dos poderosos focos de atracción: Oviedo y Bilbao. La 8.ª División (La Coruña) se estaba centrando en el control del territorio gallego y el auxilio a los sublevados que estaban cercados en Oviedo. Por el otro lado, a la vista de la fuerte resistencia encontrada en las sierras centrales, Mola asignó nuevos objetivos a la 6.ª División (Burgos): ocupar la frontera francesa (Irún-San Sebastián), fijar el frente al norte de Álava y Burgos, y auxiliar a otras zonas sublevadas, como Aragón. A comienzos de septiembre Mola, basándose en las milicias carlistas, lanzó una ofensiva contra Guipúzcoa, logrando ocupar Irún el 4 de septiembre y San Sebastián el 16.
A comienzos de abril de 1937 las tropas de Mola comenzaron la ofensiva sobre Vizcaya, que culminó el 19 de junio con la toma de Bilbao. A finales de junio los nacionalistas controlaban toda Vizcaya. Para aliviar la presión sobre el norte, el 6 de julio el Ejército Popular lanzó una ofensiva sobre Brunete -continuación de la ofensiva sobre Segovia- que dio lugar a una gran batalla de 20 días, terminada con la derrota de las fuerzas republicanas. El 14 de agosto comenzó la ofensiva nacionalista sobre Santander, que terminó el 31 con la ocupación de toda la provincia. Por tanto, en el norte solo quedaba Asturias bajo la bandera de la República.
Los nacionalistas comenzaron la ofensiva contra Asturias el mismo día 1 de septiembre mediante un ataque por la costa desde territorio santanderino. La superioridad de los nacionalistas en cuanto a unidades militares, medios materiales y aviación era aplastante, mientras que el Ejército Popular tenía todo tipo de carencias a causa de tantos meses de aislamiento del resto del territorio gubernamental, pero aun con todo lograron ofrecer una fuerte resistencia a causa de la elevada politización de las unidades republicanas.
El día 9 comenzaron las operaciones del ejército nacionalista para hacerse con el control de los puertos que enlazan León con Asturias. Ya en junio y julio se habían realizado pequeñas operaciones para mejorar las posiciones nacionalistas, pero aun con todo estos solo ocupaban los puertos de Leitariegos, Somiedo y Pontón. El puerto de Pajares, por el que pasaba la carretera N-630 de León a Oviedo, estaba bajo control de los republicanos, muy fortificado. Por tanto, los nacionalistas iniciaron una maniobra para penetrar en Asturias por puertos secundarios, alcanzar Pajares por la retaguardia y penetrar en el corazón de la tierra asturiana. El avance se hizo muy lento a causa de la dureza del terreno y la encarnizada resistencia encontrada. En los primeros días de octubre hubo grandes temporales de lluvia, pero finalmente los días 11 y 12 los nacionalistas lograron cruzar el río Sella, provocando una profunda desmoralización en las fuerzas republicanas. El día 16 llegaron al Nalón, y a continuación el ejército republicano se vino abajo. El 21 de octubre de 1937, tras la caída de Gijón, la guerra en Asturias puede darse por terminada.
Una vez liquidado el frente Norte, no volvió a haber actividad bélica en Castilla y León, ya que el frente de la Sierra de Guadarrama permaneció inactivo a causa del desplazamiento del centro de gravedad de la guerra hacia el este: batalla de Teruel (diciembre de 1937-enero de 1938), ofensiva de Aragón (marzo-abril de 1938), avance nacionalista hasta el Mediterráneo (Tortosa, 19 de abril; Castellón, 13 de junio), batalla del Ebro (julio-noviembre de 1938) y ofensiva nacionalista sobre Cataluña (Barcelona, 26 de enero de 1939). La sublevación del coronel Casado (Consejo Nacional de Defensa) y el desorden final de la zona republicana hicieron innecesario cualquier movimiento de tropas en la Sierra de Guadarrama, hasta el final de la guerra (1 de abril de 1939).

## La guerrilla
La actividad guerrillera en Castilla y León tiene tres fases temporales y dos componentes políticos.

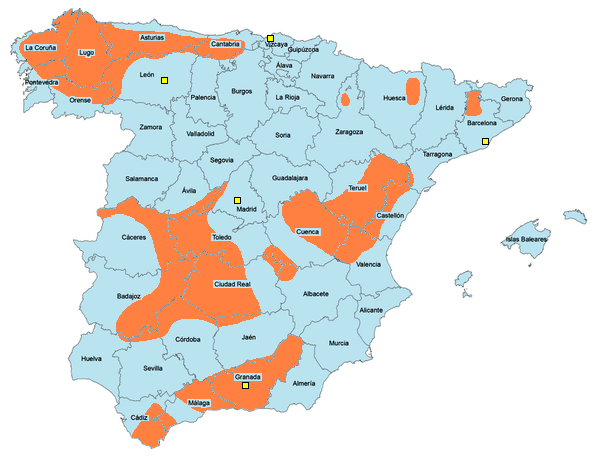
Zonas con actividad guerrillera.

La primera fase es la de los huidos al monte en los primeros tiempos de la guerra, huyendo de la represión. Los huidos carecían de organización y se limitaban a sobrevivir como podían. El fenómeno se dio en el norte y nordeste de León y en el norte de Palencia. En una segunda fase, los huidos comenzaron a organizarse por su cuenta, dando origen a la Federación de Guerrillas de León-Galicia (fundada en 1942), sobre la base de los militantes socialistas y anarcosindicalistas huidos al monte, más los milicianos que se echaron al monte tras el hundimiento del frente norte. En el nordeste de León y norte de Palencia la Federación no llegó a organizarse y las partidas se mantuvieron en niveles de subsistencia. Durante esta fase (hasta 1945) la Federación tuvo una importante actividad en su zona, a pesar de que el PSOE no apoyaba material ni políticamente la lucha armada, aunque miembros del Partido o la UGT se adhirieron a ella.
La tercera fase comienza tras el final de la II Guerra Mundial en 1945. La Federación de Guerrillas basaba su existencia en la esperanza de que los aliados intervendrían en España tras derrotar a las potencias del Eje. Pero el comienzo de la guerra fría dio al traste con la esperanza de intervención y la Federación comenzó a desmoronarse. Muchos guerrilleros salieron al extranjero en cuanto pudieron. Sin embargo, en esa época el PCE decidió crear las agrupaciones guerrilleras. El Ejército Guerrillero de Galicia-León sirvió para que algunos miembros de la Federación continuaran la lucha. En el sur de la región, la Agrupación Guerrillera Centro-Sur (que estuvo muy lejos de alcanzar la fuerza de la Agrupación Guerrillera de Levante y Aragón) creó varias partidas que actuaron por el valle del Tiétar y la sierra de Gredos. En 1948 el PCE decidió dar por terminada la aventura guerrillera y liquidó las agrupaciones. Tan solo permanecieron en los montes de León algunos grupos descolgados de cualquier vínculo orgánico con las organizaciones antifranquistas, realizando actividades más próximas a la mendicidad armada que a la guerrilla política.
Durante sus años de existencia, la guerrilla no puso en peligro la estabilidad del régimen de Franco, pero supuso un serio problema político y de orden público para cuya solución el franquismo desplegó gran número de unidades militares y de la Guardia Civil. El instituto armado llevó el peso de la lucha contra la guerrilla, utilizando sobre todo tres tácticas: la batida del territorio, la contrapartida y la represión inmisericorde de las redes de enlaces. De esta forma logró que en la etapa final de descomposición de la Federación de Guerrillas, la delación y la traición terminaran por causar más daño a la guerrilla que los propios choques abiertos con la Guardia Civil.

### León

#### Origen
La guerrilla leonesa comenzó a formarse a lo largo de la guerra civil, a base de los huidos que se echaban al monte para escapar de la represión, y sobre todo tras el hundimiento y desaparición del frente norte. Un gran número de milicianos republicanos permanecieron emboscados en los montes de León y Galicia a la espera de que terminara la guerra, y comenzaron a organizarse, siempre en pequeños grupos que se unían y disolvían con rapidez, con gran pluralidad política y sindical. Carecían de jefes con capacidad política y militar, y su principal actividad hasta que terminó la guerra civil fue responder con gran violencia a la represión desatada por el nuevo régimen contra sus familias y contra los simpatizantes de la República en general. Alcaldes, jefes de Falange, confidentes y curas van a ser sus objetivos, sobre todo en el Bierzo y la Cabrera. El núcleo de huidos más importante se concentraba en los montes de Casayo.
El asturiano Marcelino Fernández Villanueva ("el Gafas") se convirtió pronto, por su capacidad política y dotes de mando, en el jefe natural en el proceso de transformación de la masa de huidos en una organización guerrillera, auxiliado por el leonés Manuel Girón Bazán, huido en el monte desde 1936. Entre ambos lograron crear una rudimentaria organización, pero que funcionaba, a comienzos de 1941. Los sectores mayoritarios entre los huidos eran los cenetistas y los socialistas, aunque realmente la mayoría no tenía una tendencia definida.
En el nordeste leonés –la Montaña- también se formaron grupos de huidos, de ideología anarcosindicalista, pero era una comarca extremadamente conservadora, donde el falangismo prendió y se extendió, excepto en los pueblos mineros. Los huidos trataban sobre todo de salir al extranjero, y realizaban solamente acciones de supervivencia, para no atraer la represión contra ellos ni contra sus escasos apoyos.

#### La Federación de Guerrillas de León-Galicia
En la primavera de 1942 se creó la Federación de Guerrillas de León-Galicia, con grupos de León, Orense y Lugo, mediante una reunión en los montes de Ferradillo, cerca de Ponferrada, que se fijó como objetivos encauzar la lucha contra el franquismo, no hacer proselitismo de partido dentro de la guerrilla, mantener la democracia interna pero con obediencia a los superiores, y buscar el apoyo de la población. Se eligió un comité director presidido por el socialista Marcelino Fernández Villanueva, con el cenetista Marcelino de la Parra y el socialista César Ríos como ayudantes. El objetivo de la Federación no era derribar el franquismo mediante la lucha armada, sino mantener viva la llama de la resistencia hasta que se produjera la intervención de las potencias aliadas que todos daban por segura.
Hasta 1944 la Federación de Guerrillas de León-Galicia se mantuvo aislada de los partidos y sindicatos antifranquistas, tanto del interior como del exterior, creando su propia línea política. Se dio la paradoja de que los principales dirigentes eran socialistas, a pesar de que el PSOE como tal no apoyaba la lucha guerrillera.
La Federación actuaba en el oeste de León (Bierzo, Laciana, Cabrera, Maragatería), norte de Zamora (Sanabria), este de Orense (Viana del Bollo, Puebla de Trives, El Barco de Valdeorras) y sureste de Lugo (Fonsagrada, Becerreá y Quiroga).

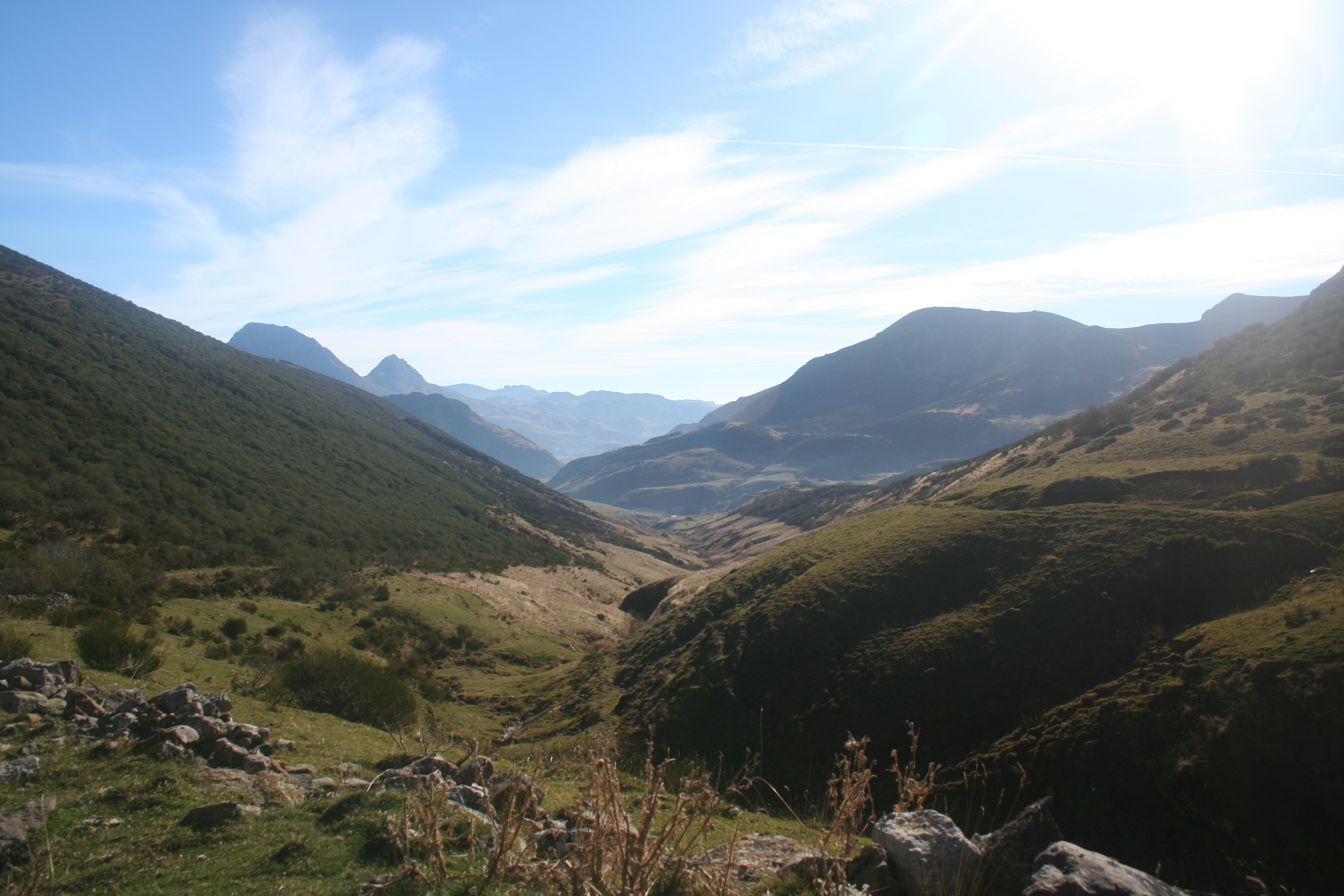
Camino Real del Puerto de la Mesa.

Desvinculados de los partidos y sin ayuda externa, los guerrilleros vivían de lo que les daban sus enlaces y, sobre todo, de los golpes económicos, ejecutados siempre contra personas afines al régimen franquista, y cuyo resultado se destinaba normalmente a la compra de armamento en el mercado negro de Portugal. La guerrilla también daba charlas políticas entrando por sorpresa en los pueblos, y hacía abundantes sabotajes contra los vehículos de línea y el tendido eléctrico.
Los guerrilleros pasaban largas temporadas ocultos en casas de toda confianza, individualmente o por parejas. Cuando el peligro era mayor, se refugiaban en la sierra del Eje, territorio libre para los guerrilleros durante varios años. La vida era dura en el monte, pero no faltaba la caza ni el agua. También era frecuente la marcha por el monte, a veces durante meses, caminando de noche y descansando de día.

#### La Federación en 1942 y 1943
En 1942, y en el mismo lugar, la Federación de Guerrillas realizó su segundo congreso, reeligiendo para la dirección a Villanueva, Mario Morán y Marcelino de la Parra. El tercer congreso tuvo lugar en 1943. En él se debatió la adhesión de la Federación a la Unión Nacional Española (UNE), una organización unitaria creada en el exilio por el PCE, a la que no pertenecían ni el PSOE ni la CNT ni la FAI ni los partidos republicanos. El debate sobre la UNE se debió a la presencia en la zona de un delegado comunista. Los guerrilleros aceptaron ingresar en la UNE a cambio de mantener su autonomía. En aquellos momentos la Federación de León-Galicia era la única guerrilla organizada que había en España.
Durante 1943 la guerrilla tuvo varias bajas en enfrentamientos con la Guardia Civil, tanto de guerrilleros como de enlaces. Sin embargo, durante 1944 y 1945 se produjo una calma tensa, con ausencia de enfrentamientos, a causa del devenir de la II Guerra Mundial, cuando ya se veía la derrota de las potencias del Eje. La guerrilla hizo numerosos actos de sabotaje y de propaganda en pueblos y aldeas, pero tanto ellos como la Guardia Civil evitaban el choque. Entre la población había un apoyo generalizado a la guerrilla.

#### La Federación en 1944
En 1944 se reorganizó el PCE en Asturias, León y Ponferrada. Comenzaron las fugas de comunistas de los destacamentos penales de la zona, los cuales se iban al monte para encuadrarse en la guerrilla. Pero los guerrilleros veteranos no veían con buenos ojos esas incorporaciones de gente a la que no conocían, y que además planteaba serios problemas logísticos y de seguridad. En sus mejores momentos, la Federación nunca contó con más de cien guerrilleros activos.
En octubre de 1944, el 4.º Congreso de la Federación reeligió a Villanueva, Morán y Parra (de la anarcosindicalista CNT), a los que se unió Francisco Elvira Cuadrado en representación de los guerrilleros comunistas. Se acordó crear una Federación Nacional de Guerrillas, proyecto que nunca pasó del papel.
A finales de octubre de 1944 tuvo lugar la invasión del Valle de Arán por parte de la Agrupación Guerrillera promovida por el PCE sobre la base de los maquis comunistas españoles que habían luchado en la resistencia francesa. La operación fue un fracaso, pero unos 200 guerrilleros consiguieron adentrarse en España, contactar con los grupos de huidos y comenzar a organizar las agrupaciones guerrilleras que comenzaron a funcionar en 1945. En Galicia crearon el Ejército Guerrillero de Galicia-León, sin relación orgánica con la Federación de Guerrillas de León-Galicia.

#### La Federación en 1945
El 5 de julio de 1945 capitulaba la Alemania nazi. Poco antes, el 19 de junio, la recién creada ONU emitía una condena contra la dictadura española.
Las guerrillas alcanzaron su apogeo. El PCE consiguió crear las agrupaciones guerrilleras de Galicia-Asturias-Santander, Levante-Aragón, Centro-Extremadura y Andalucía, con el objetivo de derribar el régimen franquista mediante la lucha armada. En León, los comunistas incrementaron su influencia a partir del 5.º Congreso de la Federación, al tiempo que aumentaban su presencia en Galicia a través del Ejército Guerrillero.
Desde que a finales de 1945 y comienzos de 1946 se tuvo la certeza de que los países aliados no intervendrían en España, la violencia volvió a los montes, golpeando a los guerrilleros, a sus enlaces, a los guardias civiles, a los exponentes más significados del régimen, a los delatores y a los traidores. Durante 1946 la guerrilla desencadenó una ofensiva en toda España, paralela a la presión diplomática sobre el franquismo, pero finalmente el comienzo de la guerra fría permitirá que el régimen de Franco se consolide.

#### La Federación en 1946
En 1946 se llevó a cabo el último congreso de la Federación, llamado de reunificación, en los montes de Casayo. Iba a servir para sellar la reconciliación entre la tendencia comunista y las demás, pero, poco después de reelegir como jefe a Villanueva, la Guardia Civil atacó la reunión. El congreso no dio fruto y en agosto los comunistas abandonaron la Federación, pasándose al Ejército Guerrillero. En el trasfondo había un problema político grave: la Federación había basado su existencia en la esperanza de una intervención extranjera que no se había producido; los comunistas pensaban que, por tanto, los federacionistas debían dejarles a ellos tomar el mando de la resistencia armada.
1946 fue el año del declive de la Federación. Se incrementó la violencia represiva contra los enlaces y los familiares de los guerrilleros; aumentaron las muertes y detenciones de guerrilleros causadas por delaciones, y por tanto aumentaron las represalias de la guerrilla, aparte de los actos habituales de sabotaje. Entre los miembros de la Federación prevalecía una política liquidacionista, de dejar el monte y salir al exilio en el extranjero. El PSOE, controlado por Indalecio Prieto, les animaba sin pausa a dejar la guerrilla cuanto antes.

#### El final, 1947
Durante 1947 las acciones de la Federación serán meramente económicas, con el objetivo de conseguir dinero para la subsistencia y para organizar la salida al extranjero, aun cuando la práctica desaparición de la red de enlaces, a causa de la represión, dificultaba enormemente la salida de los guerrilleros. Pero en 1948 la mayor parte de ellos consiguieron salir al extranjero. El 22 de octubre consiguieron salir en barco desde Luanco a San Juan de Luz una treintena de guerrilleros socialistas leoneses y asturianos. Otros muchos, en grupos de dos o tres, pasaron la frontera francesa a pie desde Bilbao o San Sebastián, mediante guías que cobraban por el servicio.
Algunos guerrilleros que quedaron en los montes de León, una vez perdida la organización, se dedicaron a actividades próximas a la delincuencia común. Otros grupos ingresaron en el Ejército Guerrillero y otros, muy pocos, permanecieron en el Bierzo y Cabrera, en una lucha sin esperanza.
Durante 1949 y 1950 irían muriendo en enfrentamientos con las fuerzas represivas casi todos los guerrilleros que quedaban en el antiguo territorio de la Federación. El último reducto guerrillero fue la comarca de la Cabrera, que prestó apoyo generalizado al grupo de Manuel Girón Bazán, histórico luchador que pasó por todas las fases: huido al monte en 1936, fundador de la Federación de Guerrillas, pasado al Ejército Guerrillero y último exponente de una guerrilla degenerada ya en algo cercano al parasitismo social, si bien todo el mundo coincide en que Girón era un hombre de extraordinaria moralidad. Murió el 2 de mayo de 1951 cerca de Molinaseca (Ponferrada), a causa de la traición de un compañero de partida.

### Palencia

#### Origen
Los mayores núcleos obreros de la provincia de Palencia eran los pueblos mineros de la Montaña: Barruelo de Santullán y Guardo. Durante la huelga general revolucionaria de octubre de 1934 se produjeron sublevaciones armadas de grupos obreros principalmente en esas localidades y sus comarcas, debiendo intervenir fuerzas militares procedentes de Palencia y Burgos, además de la propia Guardia Civil de la provincia. Tras estos sucesos, el partido judicial de Cervera de Pisuerga, al que pertenecían esas poblaciones, pasó a depender del gobernador general para la provincia de Asturias, órgano creado con ocasión de la huelga, que además asumió poderes especiales también para León.
Como consecuencia de los sucesos revolucionarios fueron detenidos varios cientos de hombres, amnistiados tras el triunfo del Frente Popular en febrero de 1936. En julio, la Guardia Civil de Barruelo, junto con un grupo de falangistas, se sublevó contra el Gobierno y declaró el estado de guerra. Un gran número de socialistas del pueblo se echaron al monte sin presentar batalla, a la espera de que la sublevación fracasara. Muchos de ellos, al ver que la situación se prolongaba, lograron recoger a sus familias y pasar a Cantabria.

Comarcas de Palencia.

Cuando cayó el frente del Norte, muchos combatientes permanecieron en el monte. Un grupo se asentó como guerrilla cerca de Barruelo, en los montes de Salcedillo y de Valberzoso. Se calcula que eran unos treinta hombres. Algunos cayeron en enfrentamientos con la fuerza pública, otros fueron detenidos y otros lograron salir al extranjero.
La guerrilla de Barruelo era calificada por la propia Guardia Civil como “mendicidad armada”. Este grupo nunca buscó el enfrentamiento abierto con la Guardia Civil. Simplemente pasaban el tiempo sin entregarse, esperando que algún acontecimiento exterior derrocara al franquismo. Daban pequeños atracos y a menudo iban a dormir y a comer a sus propias casas, sin que nadie les denunciara. Incluso a veces iban al baile cuando había fiesta en algún pueblo de la comarca, y además de bailar con las muchachas daban un mitin antifranquista. Tenían relación con otro grupo guerrillero de Los Carabeos (Cantabria), pero nunca se organizaron en entidades superiores, a pesar de que, tras el desembarco aliado en Normandía, el PCE envió desde Francia enlaces con instrucciones para que se organizaran en agrupaciones guerrilleras. Ellos se negaron aduciendo que, si aumentaba la acción guerrillera, aumentaría la represión contra ellos y contra la gente del campo que hasta entonces no había sido molestada por la Guardia Civil.

#### El final, 1947
En 1947 los enlaces llegados desde Francia les transmitieron la orden de cesar en la lucha y salir al exilio. Los guerrilleros de Barruelo, cansados y desesperanzados, lograron llegar a Francia en pequeños grupos.
Sin embargo, al mismo tiempo que este grupo abandonaba Palencia, llegaba a la Montaña una cuadrilla desgajada del grupo de Juanín y Bedoya, que actuaban por la zona cántabra de Vega de Liébana. La cuadrilla, de tres hombres, se estableció por la zona de La Pernía y actuó de forma completamente opuesta a los anteriores guerrilleros: no buscaron ningún contacto con el pueblo, no hicieron un discurso político, y se dedicaron de manera preferente al secuestro de miembros de familias ricas, pidiendo elevados rescates. Este trío operó en Palencia hasta 1953.

### Ávila

#### Origen
La actividad guerrillera en la provincia de Ávila, en concreto en el valle del Tiétar, comenzó en 1943, con la llegada de Adolfo Lucas Reguilón García (“Severo Eubel de la Paz”), militante comunista, antiguo maestro de Navamorcuende (Toledo), quien creó un grupo guerrillero sobre la base de las pequeñas organizaciones comunistas de la zona de Gredos.

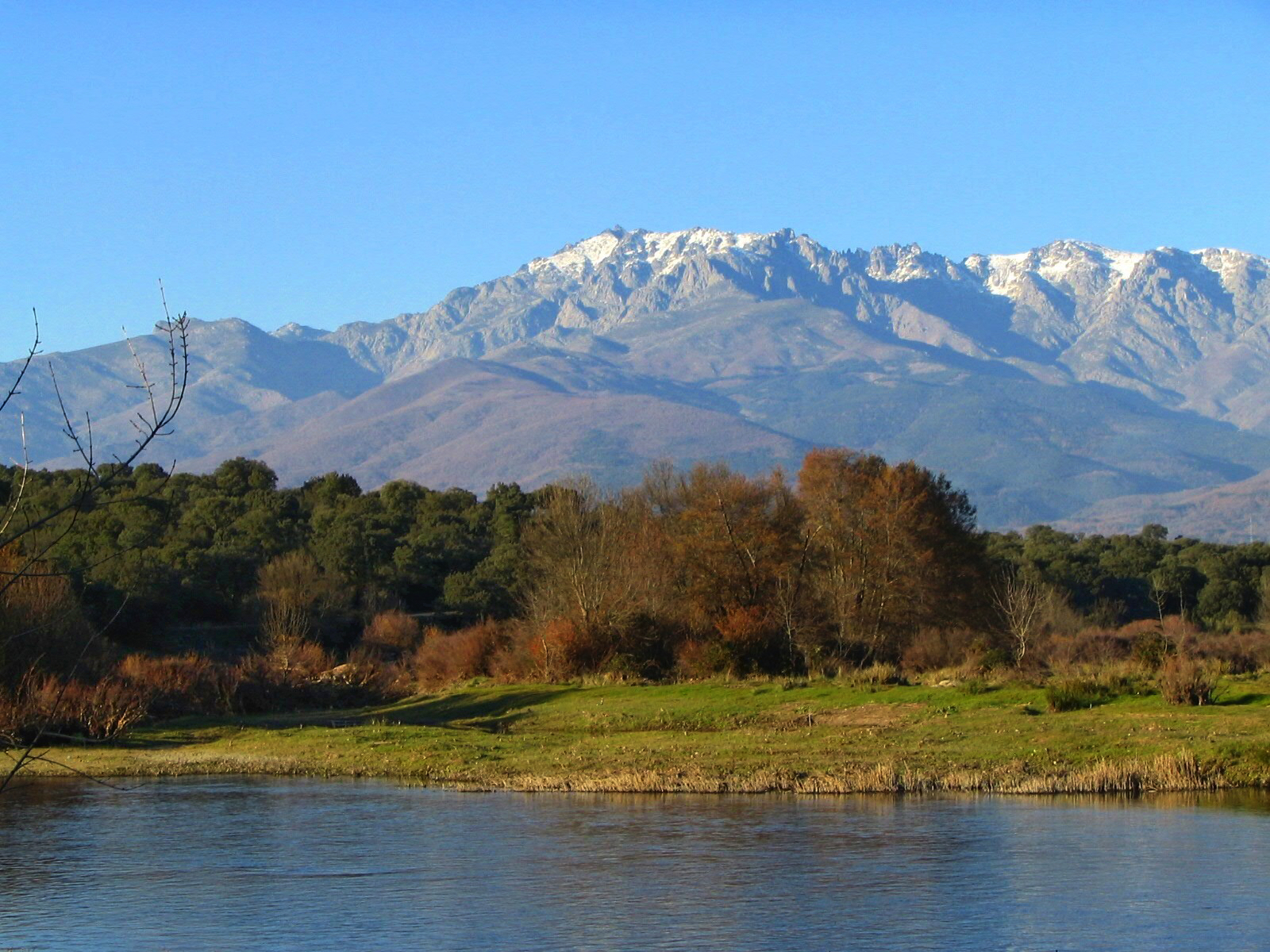
El río Tiétar y la sierra de Gredos.

Desde el principio, la principal actividad de la guerrilla de Reguilón fue la distribución de propaganda antifranquista, a la espera de que los aliados intervinieran en España tras la derrota del Eje. El 5 de noviembre de 1944 este grupo se integró como fundador en la Agrupación Guerrillera de Extremadura (Toledo, Ávila, Madrid). Se creó la 11.ª División de Gredos, mandada por Fernando Gómez López (“Colinas”), comunista, que poco después realizó su primera acción: el derribo de varios postes de conducción eléctrica en La Iglesuela. En febrero de 1945 hicieron otro tanto en El Tiemblo.
En marzo de 1945 los grupos de “Severo” y de “Colinas” acordaron actuar de manera conjunta. La primera acción conjunta fue el secuestro y muerte del jefe local de Falange de Escarabajosa (hoy Santa María del Tiétar), el 3 de abril, lo cual provocó la crítica airada de “Severo”, que daba más importancia a la propaganda. El 15 de abril los guerrilleros realizaron una incursión en Candeleda, matando al jefe local de Falange e impidiendo a la Guardia Civil que saliera del cuartel. La Guardia Civil comenzó a realizar batidas, con el apoyo de guardias locales y empleados municipales. Pronto se sumaron destacamentos de soldados.
El 8 de mayo de 1945 resultó muerto “Colinas” en un enfrentamiento en La Calzada de Oropesa, siendo sustituido por el comisario político Gerardo Donato Campillo (“Tito”). Las acciones guerrilleras continuaron con cierta cadencia durante el verano de 1945, a pesar de las batidas de la Guardia Civil, con atracos en varios pueblos de la provincia y voladuras de instalaciones eléctricas. Como resultado de esa actividad, algunos enlaces se vieron obligados a unirse a las partidas de la sierra.
El decreto de 9 de octubre de 1945 autorizó la creación de somatenes en toda España como “agrupación de hombres honrados” que actuarían como fuerzas auxiliares de la Guardia Civil, corriendo los gastos a cargo de los ayuntamientos. La Guardia Civil, por su parte, incrementó el número de guardias destinados al valle del Tiétar, pasando de tres compañías a cuatro en la provincia de Ávila, y a las habituales batidas añadió los puestos de vigilancia y las contrapartidas.

#### Actividad, 1946
Los grupos guerrilleros de la 11.ª División cometieron tres secuestros económicos a comienzos de 1946, mientras que el grupo de “Severo” se dedicó sobre todo a la propaganda impresa, creando malestar en el resto de los grupos guerrilleros de la zona, que daban más importancia a la actividad armada.
A mediados de abril de 1946, en un enfrentamiento con la Guardia Civil en la Garganta de Alardos, murieron Gerardo Donato (“Tito”) y otro guerrillero. Otros dos resultaron heridos y detenidos. Como resultado de las bajas, la 11.ª División se transformó en Agrupación Guerrillera de Gredos, pero durante varios meses careció de dirección efectiva. Al mismo tiempo, la Guardia Civil estableció férreos controles en la zona de Arenas de San Pedro y Candeleda, y aumentó la presión sobre los enlaces, familiares y simpatizantes de la guerrilla. Las partidas guerrilleras centraron su actividad casi exclusivamente en acciones económicas, con resultado a veces de la muerte del secuestrado. Como resultado de la presión policial, algunos enlaces se echaron al monte, pero otros delataron a los guerrilleros. La zona de Casavieja se convirtió en la más transitada por la guerrilla.
El 13 de septiembre de 1946 la Guardia Civil acorraló en Talavera de la Reina (Toledo) a los jefes de la Agrupación Guerrillera de Gredos (Manuel Tabernero Antona y Jesús Bayón González), que resultaron muertos. La Agrupación, sin embargo, continuó con sus acciones económicas (casi siempre secuestros bajo rescate) formando partidas de 4 o 5 hombres. El 29 de diciembre la Guardia Civil atacó una reunión general de guerrilleros en el macizo de la Abantera, en Pedro Bernardo, como consecuencia del cual las partidas se disgregaron en desbandada. A partir de entonces la guerrilla entró en declive, por las disidencias en su seno, las caídas de los jefes, la falta de apoyo logístico y la mayor eficacia de la Guardia Civil, que demostraba tener una gran coordinación, agilidad y buenas fuentes de información.

#### El final, 1947
A lo largo del primer trimestre de 1947 las partidas guerrilleras se fueron desmoronando. Incluso algunos guerrilleros, tras ser detenidos, delataron el escondite de sus compañeros. En mayo de 1947, como resultado de la desmoralización, la traición y las denuncias, todos los escasos guerrilleros que quedaban resultaron muertos o detenidos.
En el verano de 1947 el grupo de “Severo Eubel de la Paz” realizó su última acción en la sierra, en el puerto de Navacerrada, de resultas de la cual una pareja de jóvenes, ajena a todo, que acampaba en la laguna de Peñalara fue tiroteada por la Guardia Civil. A partir de ahí el grupo se disolvió.

## La represión
Para represión franquista en Castilla y León puede verse:
- La sección Represión en la zona sublevada de Víctimas de la guerra civil española
- La sección Castilla y León en Asociación para la Recuperación de la Memoria Histórica